# Bitwa o Tall Masharę
Bitwa o Tall Masharę (hebr. הקרב לכיבוש תל מסחרה, ha-kraw le-kibusz Tel Maschara) – starcie pomiędzy Siłami Obrony Izraela a irackimi wojskami ekspedycyjnymi w dniach 12–13 października 1973 roku podczas wojny Jom Kipur w okolicach miejscowości Mashara.
Bitwa była częścią izraelskiej ofensywy rozpoczętej 12 października, która miała na celu wkroczenie w głąb syryjskiego terytorium na odległość 15–20 km, aby zagrozić artylerią dalekiego zasięgu syryjskiej stolicy i zmusić Syryjczyków do podpisania zawieszenia ognia. Pojawienie się sił irackich w rejonie Wzgórz Golan zaskoczyło Izraelczyków i zmusiło ich do wycofania się z zajętych w ciągu 12 października pozycji. Dopiero rankiem 13 października Izraelczycy byli w stanie wciągnąć Irakijczyków w zasadzkę, zmusić ich do odwrotu oraz zdobyć obsadzone przez jednostki przeciwpancerne wzgórza wokół Mashary.
Bitwa o Tall Masharę pozwoliła wyhamować izraelskie natarcie w głąb syryjskiego terytorium, opóźniła marsz sił izraelskich w kierunku Damaszku i pozwoliła Syryjczykom na przygotowanie obrony stolicy.

## Tło historyczne
Po wojnie sześciodniowej w 1967 roku prezydent Egiptu Gamal Abdel Naser uznał, że wciągnie Izrael w długi konflikt na wyniszczenie, który miałby skutkować izraelskimi stratami gospodarczymi i wojskowymi. Egipcjanie myśleli, że taki stan rzeczy skłoniłby Izrael do podjęcia rozmów pokojowych. Naser uznał, że podjęcie takich kroków przez izraelskie władze ukazałoby słabnącą pozycję państwa Izrael w regionie. Do 1970 roku trwała tzw. wojna na wyczerpanie, w którą oprócz Egiptu zaangażowane były w różnym stopniu także Syria, Jordania i organizacje palestyńskie. Urzędujący od 1970 roku prezydent Anwar as-Sadat postanowił doprowadzić do zmiany pozycji Egiptu na Bliskim Wschodzie. Uznał, że jedynym wyjściem jest niespodziewany i zmasowany atak na Izrael. W tym celu podjął rozmowy ze Związkiem Radzieckim w celu wzmocnienia egipskiej obrony przeciwlotniczej, która uniemożliwiłaby Siłom Powietrznym Izraela przeprowadzenie ataków w głąb terytorium egipskiego. Nasycono armię egipską większą ilością broni przeciwpancernej. Przygotowania do natarcia połączone były ze skuteczną dezinformacją, dzięki czemu Izraelczycy zbagatelizowali możliwość ataku ze strony państw arabskich. 6 października 1973 roku, w trakcie żydowskiego święta Jom Kipur, doszło do jednoczesnego ataku z zaskoczenia Syrii i Egiptu na Izrael.

## Wydarzenia poprzedzające bitwę

### Przygotowania
10 października 1973 roku Izraelczykom udało się powstrzymać zaplanowaną przez Związek Radziecki syryjską ofensywę na Wzgórzach Golan rozpoczętą 6 października. W ataku obie strony poniosły straty. Armia syryjska straciła około 870 czołgów oraz setki innych pojazdów. Syryjczycy wycofali się poza Purpurową Linię, aby przegrupować swoje siły i przygotować się do obrony. W nocy z 10 na 11 października szef Sztabu Generalnego Sił Obronnych Izraela gen. Dawid Elazar zaproponował, aby wykorzystać nową sytuację na froncie na Wzgórzach Golan, wyprowadzając kontrofensywę i zmuszając Syrię do zaprzestania prowadzenia działań zbrojnych. To pozwoliłoby armii izraelskiej skupić wysiłki na froncie na Synaju. Propozycja Elazara została zaakceptowana przez ministra obrony Mosze Dajana oraz premier Goldę Meir. Na szybkość podjęcia decyzji wpłynęło kilka czynników. Po pierwsze armia syryjska była bardzo osłabiona, co ułatwiłoby natarcie. Po drugie Izraelczycy obawiali się, że do wojny może przystąpić Jordania, która 10 października ogłosiła mobilizację rezerwistów. Ponadto chciano wyprowadzić uderzenie, zanim na pomoc Syryjczykom przybędą Irakijczycy.
Izraelczycy mieli jednak obawy wobec ataku w głąb syryjskiego terytorium. Z jednej strony istniało prawdopodobieństwo, że ofensywa może sprowokować interwencję Związku Radzieckiego. Z drugiej, izraelscy wojskowi uważali, że stworzenie zbyt szerokiego frontu w Syrii doprowadzi do rozciągnięcia sił i zaangażowania ich w długotrwałe walki. Wobec tego Sztab Generalny postanowił wyprowadzić uderzenie maksymalnie do 15–20 km, aby Damaszek mógł stanowić cel dla izraelskiej artylerii dalekiego zasięgu.

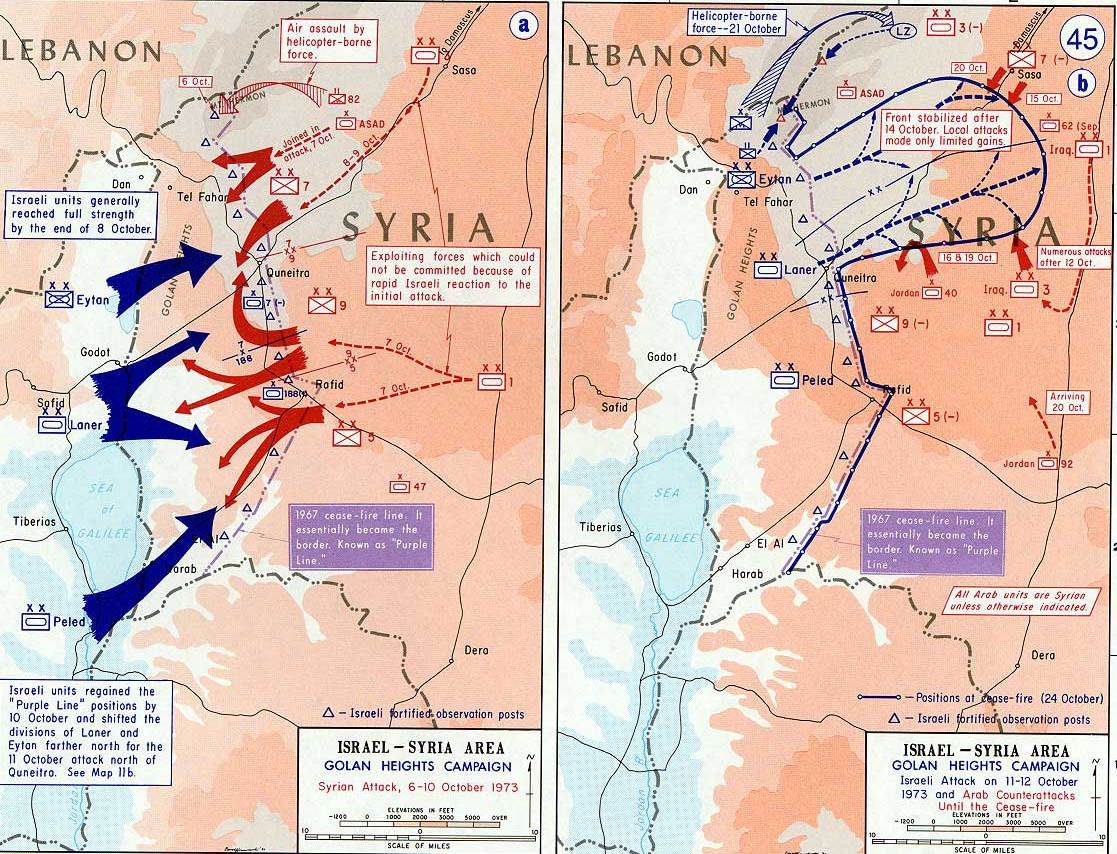
Mapy ukazującą kierunki natarcia wojsk oraz zmianę frontów w dniach od 6 do 12 października 1973 roku

Do ofensywy wyznaczono 36 Dywizję Pancerną pod dowództwem gen. Rafa’ela Eitana i 210 Dywizję Pancerną pod dowództwem gen. Dana Lanera. 146 Dywizja Pancerna gen. Mosze „Musy” Peleda miała pozostać na południu Wzgórz Golan i swoją obecnością wiązać dwie syryjskie dywizje 9 i 5. Dywizja Lanera miała dostać się na drogę Al-Kunajtira–Damaszek i skierować się do miasta Sasa, aby stanowić zagrożenie dla syryjskiej stolicy.
W nocy z 11 na 12 października izraelskie dywizje uzupełniały straty i się reorganizowały. Jeszcze 11 października 179 Brygada natrafiła na zacięty opór Syryjczyków pod Chan Arnabą. Dopiero wsparcie izraelskich spadochroniarzy pozwoliło zebrać rannych i bezpiecznie wycofać się spod miasta. Brygadzie pozostało do dyspozycji jedynie pięć czołgów. W ramach doraźnego wsparcia Dowództwo Północne podporządkowało do 210 Dywizji Brygadę Oded (9 Brygada) pod dowództwem płka Mordechaja Ben-Porata. Ponadto jej główne siły stanowiły 179 Brygada Pancerna płka Rana Sariga i 679 Rezerwowa Brygada Pancerna płka Oriego Ora. Izraelczycy uświadomili sobie, że we froncie powstała wyrwa o szerokości 25 km i głębokości 20 km. Syryjska 9 Dywizja Zmechanizowana skierowała się na południe w rejon Al-Harry, gdzie znajdowała się izraelska 146 Dywizja. Z kolei 7 Dywizja syryjska skierowała się do Damaszku, aby zorganizować obronę stolicy.

### Udział sił irackich w wojnie
Wraz z wybuchem wojny Jom Kipur Irak, mimo braku bezpośredniej granicy z Izraelem, zapowiedział, że wesprze walczące z Izraelem państwa arabskie. W ramach pomocy wojskowej do Egiptu oddelegowano dwie eskadry myśliwców Hawker Hunter. Z kolei do Syrii oddelegowano wojska ekspedycyjne w sile: dwóch dywizji, 3 i 6 Dywizji Pancernej (cztery brygady pancerne, dwie brygady zmechanizowane, dwie brygady piechoty) oraz czterech eskadr lotniczych. Łącznie Irak w ramach wsparcia wysłał na front 30 000 żołnierzy, ok. 500 czołgów, 700 transporterów opancerzonych i 180 sztuk różnego rodzaju artylerii. Decyzja o oddelegowaniu sił zapadła 7 października. W ten sam dzień do dyspozycji państw sojuszniczych oddano siły powietrzne. Natomiast na następny dzień dowództwo wojskowe wraz z władzami cywilnymi podjęło decyzję o oddaniu irackich lądowych wojsk ekspedycyjnych pod dowództwo syryjskie i egipskie. 10 października irackie wojska pancerne pojawiły się już w rejonie Damaszku, a w okolice frontu na Wzgórzach Golan Irakijczycy dotarli 12 października.
12 Brygada Pancerna z irackiej 3 Dywizji Pancernej miała wykonać kontruderzenie w miejscu, gdzie stacjonowała syryjska 9 Dywizja. Irakijczycy otrzymali z syryjskiego dowództwa rozkaz wyhamowania izraelskiego uderzenia i zmuszenia przeciwnika do wycofania się za linię zawieszenia ognia z 1967 roku. Plan kontrnatarcia formacji zakładał atak w dwóch kolumnach. Pierwsza, składała się z dowództwa brygady, batalionu czołgów i batalionu piechoty zmechanizowanej i poruszała się drogą Kafr Szams–Tall Anter–Kafr Nasidż. Druga, pod dowództwem mjra Zuha’ira Kasama Szukriego, składała się z batalionu czołgów i batalionu piechoty zmechanizowanej i poruszała się po trasie Zimrin–Akraba–Al-Mal–Tall Sza’ar.

## Przebieg bitwy o Tall Masharę

### Izraelska ofensywa

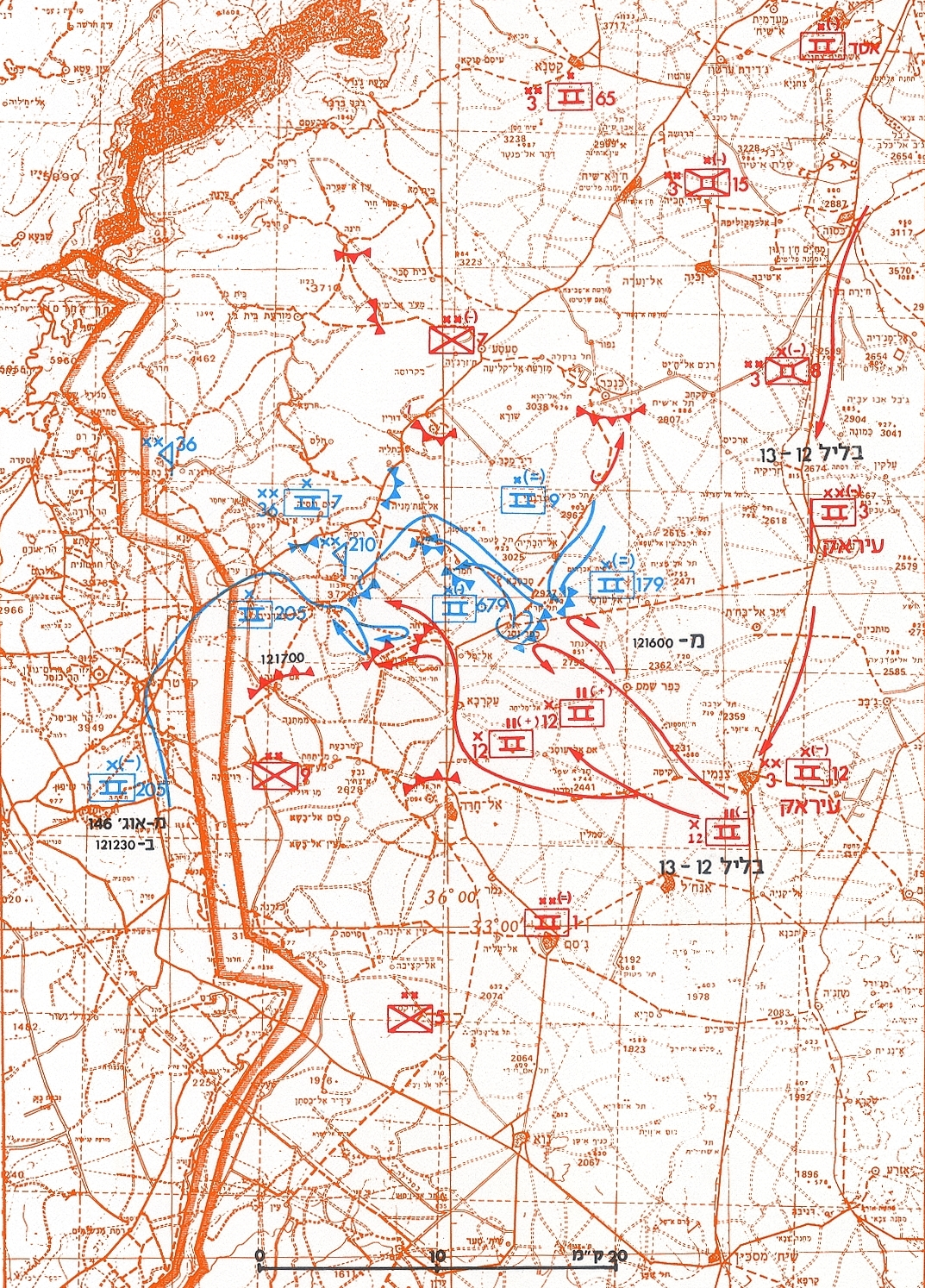
Mapa starć iracko-izraelskich z 12 października 1973 roku na Wzgórzach Golan

Rankiem 12 października 210 Dywizja ruszyła do natarcia siłą trzech brygad (ok. 100 czołgów): Oded, 179 i 679 drogą Kafr Nasidż–Kanakir, aby ominąć Chan Arnabę od południa. 679 Rezerwowa Brygada Pancerna natknęła się w rejonie Kafr Nasidż na opór pozostałych w rejonie żołnierzy 9 Dywizji Zmechanizowanej, których zadaniem było opóźnienie natarcia izraelskiego. Walki nie trwały długo i po południu brygada wkroczyła do Kafr Nasidż. Tam otrzymała pozwolenie na uzupełnienia amunicji i paliwa, ponieważ jako jedyna jednostka z dywizji w nocy z 11 na 12 października nie zrobiła tego ze względu na ataki lotnictwa syryjskiego. Brygady Oded i 179 miały podążać trasą 679 Rezerwowej Brygady Pancernej. Jednak w okolicach Mashary napotkały na ostrzał sił syryjskich. Izraelczycy nie podjęli dalszej walki, ominęli miejscowość od północy i skierowali się na północny zachód w kierunku Tall Maraj i Kankir. Przed Tall Maraj w okolicy Al-Habriji (hebr. אל-הבריה) napotkano kolejny punkt oporu. Brygady Oded i 179 wspólnym wysiłkiem przełamały syryjską obronę i około godziny 16:00 dotarły do wzgórza Tall Maraj (hebr. תל מרעי) zlokalizowanego na południowych przedmieściach Kankiru.

### Dostrzeżenie sił irackich
O godzinie 14:30 iracka 12 Brygada Pancerna otrzymała z syryjskiego dowództwa rozkaz rozpoczęcia kontruderzenia według planu. Około godziny 15:00 dowództwo 210 Dywizji Pancernej zlokalizowane w Tall Sza’ar dostrzegło oddaloną o 10 km kolumnę pancerną poruszającą się z dwóch kierunków: z As-Sanamajn do Al-Mal i z Kafr Szams do Kafr Nasidż. Michelson podaje, że Irakijczycy wsparci zostali przez syryjski batalion piechoty zmechanizowanej pod dowództwem płka Salima Szakera al-Imama. Początkowo gen. Laner uważał, że są to siły 146 Dywizji Pancernej, która przebiła się przez pozycje 5 i 9 Dywizji syryjskich. Izraelczycy posiadali dane wywiadowcze, że Syria została wsparta irackimi siłami ekspedycyjnymi, ale nie wiedzieli, że znajdowały się one już w okolicy. Gen. Laner skontaktował się z Dowództwem Północnym w celu weryfikacji dostrzeżonej kolumny czołgów, ale otrzymał wiadomość, iż 146 Dywizja pozostawała ciągle na swoich pierwotnych pozycjach. W rezultacie okazało się, że od południa dywizja Lanera nie miała żadnego wsparcia i jej południowa flanka była wyeksponowana na atak przeciwnika. Wobec tego dowództwo dywizji zakazało dalszej ofensywy w kierunku na Damaszek i nakazało Brygadzie Oded i 179 Brygadzie Pancernej, aby zawróciły. Jednocześnie 679 Rezerwowa Brygada Pancerna otrzymała rozkaz, aby przerwać dotychczasową reorganizację i przygotować się do działań mających na celu opóźnienie marszu wojsk przeciwnika. W celu wsparcia sił Lanera Dowództwo Północne wyłączyło ze 146 Dywizji Pancernej 205 Rezerwową Brygadę Pancerną (ok. 60 czołgów). 205 Rezerwowa Brygada Pancerna płka Josiego Peleda otrzymała polecenie przemieścić się w rejon pomiędzy Masharę a Al-Mal i tam przygotować punkt oporu.

### Starcia Brygad 679 i 205
Około godziny 16:30 Irakijczycy rozpoczęli atak na pozycje 679 Rezerwowej Brygady Pancernej przy wsparciu ostrzału artyleryjskiego. Zaskoczenie atakiem było na tyle duże, że siły irackie podeszły pod pozycje izraelskie na odległość 600–1000 m. W związku z tym płk Or musiał zmobilizować do walki wszystkie siły, nawet te, które nie były w ogóle przygotowane do walki. Mimo to Izraelczycy zostali zmuszeni do opuszczenia swoich pozycji w Kafr Nasidż i ze 179 Brygadą Pancerną zatrzymały się we wsi Ma’is. O godzinie 17:00 brygada Peleda nawiązała kontakt ogniowy z siłami irackimi w okolicach Mashary. W tym przypadku walka również toczyła się na krótkich odległościach. Z racji na zapadający zmrok i wyposażenie irackich czołgów w systemy noktowizji Izraelczycy postanowili wycofać się i odeszli od zamiaru zajęcia Mashary. Mjr Szukri postanowił wykorzystać odwrót izraelskiej brygady i kontynuował natarcie mimo zerwania kontaktu z łącznikami syryjskimi i artylerią. Irakijczycy w trakcie dalszych starć nocnych z 12 na 13 października zajęli At-Tajhę. Szukri spowolnił jednak dalsze natarcie po otrzymaniu informacji, że druga kolumna wojsk irackich napotkała na większy opór i jej postępy nie były tak zaawansowane. Peled wycofał swoje siły aż do Dżaby.

### Walki 13 października

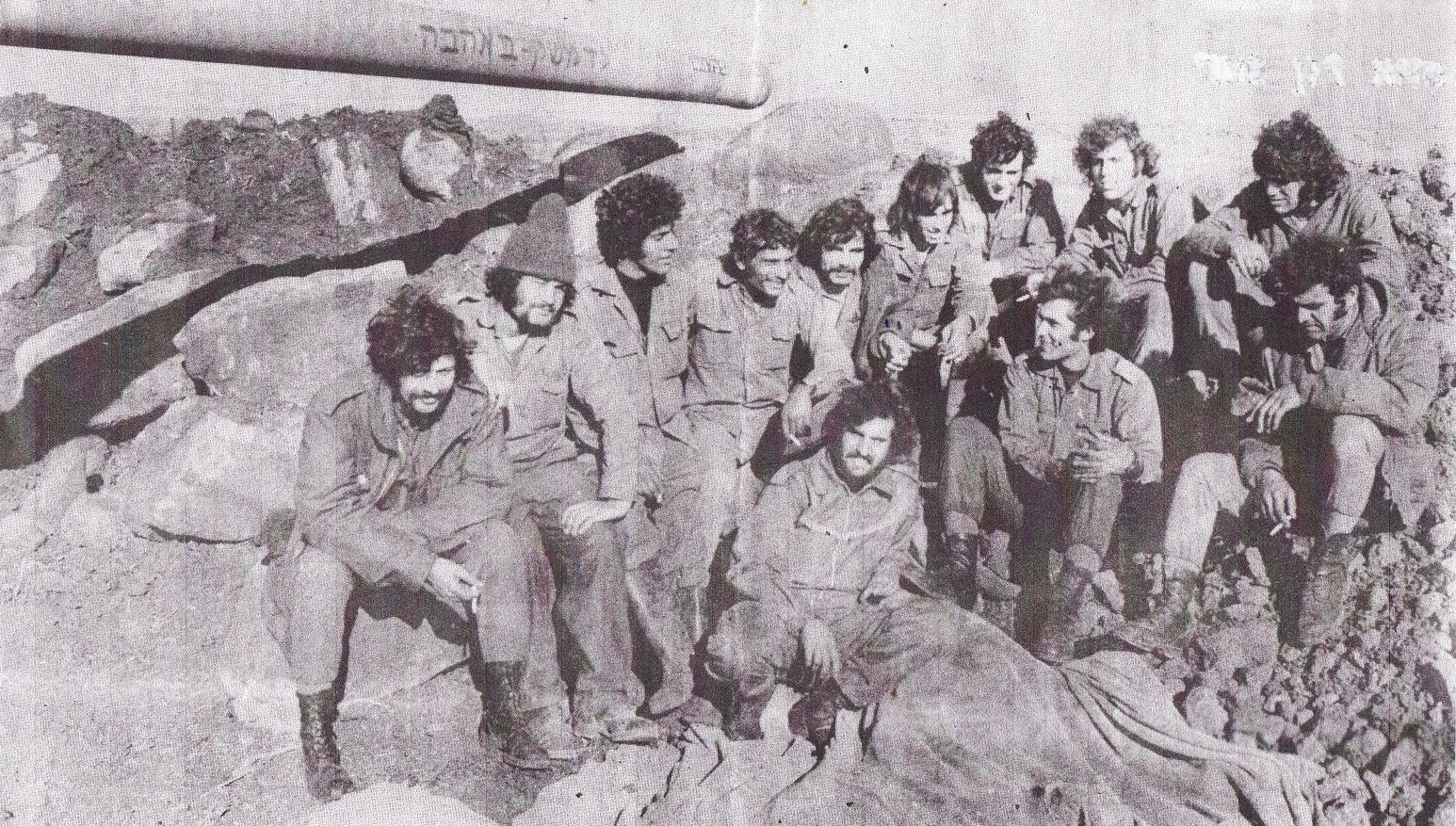
Izraelscy artylerzyści na tle armaty M107; na lufie napis „לדמשק באהבה” (le-Damaszek be-ahawa, dosł. pozdrowienia dla Damaszku)

Dowództwo Północne nakazało Lanerowi zatrzymać irackie kontruderzenie. Zakazano nawiązywania kontaktu ogniowego z przeciwnikiem aż do poranka, kiedy będzie można łatwo zidentyfikować irackie czołgi. Dowództwo 210 Dywizji postanowiło zreorganizować siły oraz przygotować zasadzkę na siły irackie. Miała ona polegać na tym, że Izraelczycy utworzyli linię obrony w kształcie litery U, co ułatwiłoby zamknięcie atakujących Irakijczyków i ich atak z trzech stron.

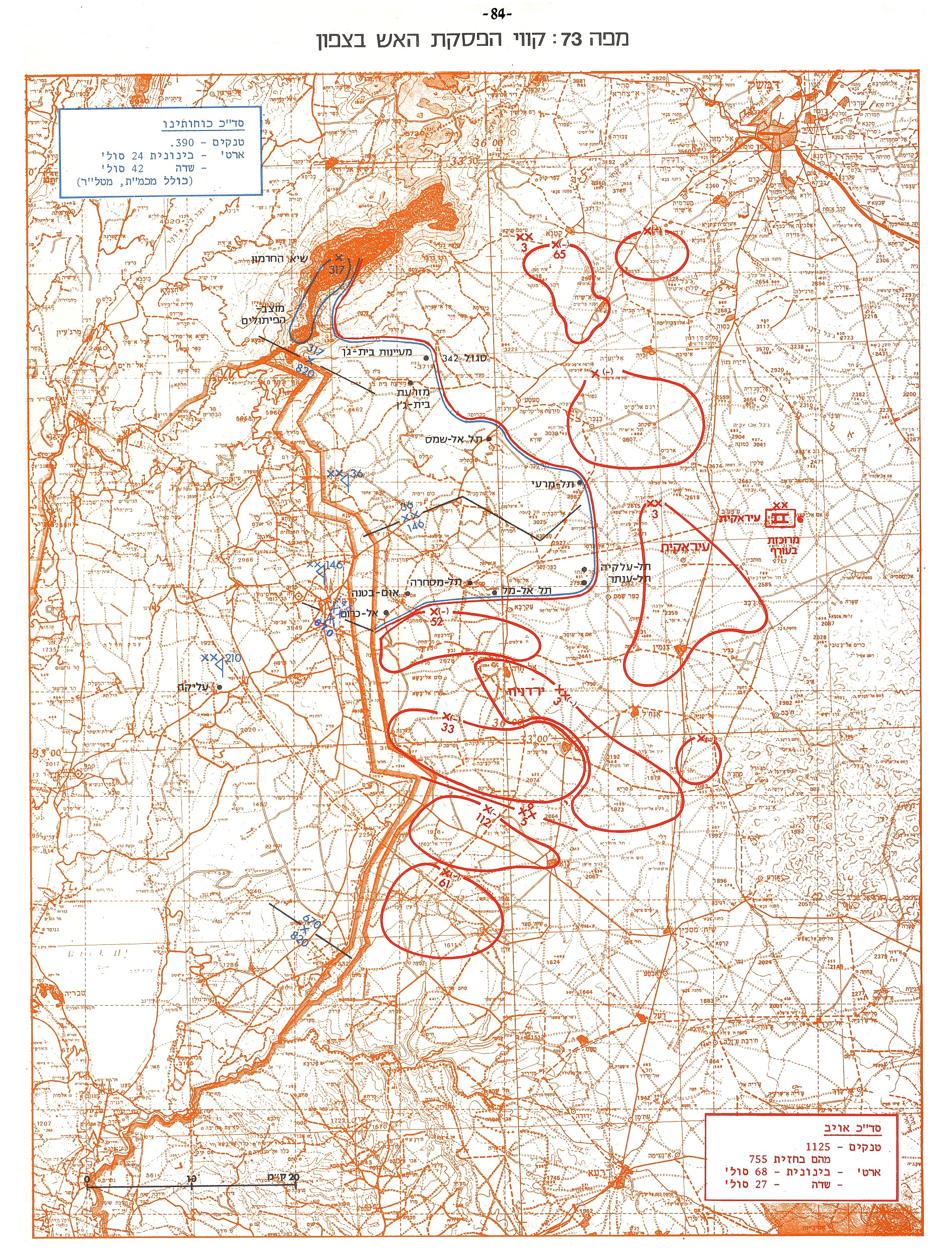
Mapa przedstawiająca rozlokowanie sił izraelskich (kolor niebieski) i syryjsko-jordańsko-irackich (czerwony) w dniu zawieszenia ognia pomiędzy stronami

O świcie, ok. godziny 05:30, 13 października batalion czołgów M51 Sherman z Brygady Oded poinformował dowództwo o ruchu wojsk przeciwnika w sile ok. 40 czołgów z kierunku Al-Mal i Mashary. Kiedy Irakijczycy znaleźli się odpowiednio blisko, rozpoczęto ostrzał. Batalion Shermanów został wsparty oddziałem Szotów Kal, które atakowały przeciwnika od jego wschodniej flanki. O 07:00 Irakijczycy ze względu na silny napór Izraelczyków zaczęli się wycofywać. 179 Brygada i Brygada Oded rozpoczęły w tym samym czasie marsz w kierunku At-Tajhy i Kafr Nasidż. O 07:20 679 Brygada przy wsparciu batalionu czołgów z 36 Dywizji wyprowadziła natomiast uderzenie w kierunku Mashary, z której Syryjczycy prowadzili ostrzał przeciwpancerny i kierowali ogniem artylerii. O 08:45 Kafr Nasidż została zajęta przez Brygadę Oded. Przed godziną 10 zajęto Masharę, a wzgórza wokół niej obsadzili spadochroniarze z 317 Brygady Spadochronowej.

## Rezultat
13 października w rejonie Mashary zostało zniszczonych 55 czołgów irackich wojsk ekspedycyjnych. Dunstan podaje, że w ramach zasadzki tego dnia zniszczono 80 czołgów przy zerowych stratach Izraelczyków w sprzęcie.
Pojawienie się sił irackich 12 października w rejonie Wzgórz Golan zaskoczyło Izraelczyków. Ich kontratak spowolnił izraelską ofensywę o 24 godziny, ponadto zmusił Lanera do wycofania się z zajętych 12 października obszarów i ponownego ich zdobycia w dniu następnym. Dodatkowo dzięki działaniom Irakijczyków Syryjczycy byli w stanie zorganizować obronę Damaszku. Według gazety „Dawar” w ramach starcia z izraelską armią Irakijczycy stracić mieli ok. 80 czołgów. 
13 października Dowództwo Północne nakazało podległym sobie siłom kontynuowanie natarcia w głąb Syrii. Tego samego dnia Jordańczycy postanowili wesprzeć Syrię 40 Brygadą Zmechanizowaną.